# Brodequin
I Brodequin sono un gruppo musicale death metal di Knoxville, Tennessee, nato nella seconda metà degli anni novanta.

## Storia del gruppo
I Brodequin, il cui nome deriva da uno strumento di tortura usato nel medioevo e disegnato per fracassare le gambe del malcapitato, vengono fondati verso la fine del 1998 dai fratelli Mike e Jamie Bailey (rispettivamente chitarra/percussioni e basso/voce) con il batterista Chad Walls. In quell'anno realizzarono il primo demo, per poi pubblicare due anni più tardi il primo album in studio Instruments of Torture che verrà poco dopo ristampato prima dalla Ablated Records e poi dalla Unmatched Brutality Records. Nel 2002 uscì Festival of Death, dopo le registrazioni del quale Walls venne sostituito da Jon Engman, proveniente dai Foetopsy. Nel 2003, il gruppo pubblicò l'EP Prelude to Execution, mentre l'anno successivo uscì il terzo album Methods of Execution

## Stile musicale
La musica dei Brodequin sarà caratterizzata da un "wall of sound" di chitarre opprimente combinato con onnipresenti blast beat di batteria e voce gutturale. Così come i connazionali Disgorge, daranno il via all'estremizzazione del sound lanciato dai Suffocation e dai Cannibal Corpse. I testi composti dal frontman Jamie Bayley presentano tematiche relative alla morte, torture, smembramenti, omicidi e agli abusi sessuali, tutte raccontate in maniera realistica e riferendosi a fatti storici realmente accaduti.

## Formazione
Attuale
- Jamie Bailey - voce, basso
- Mike Bailey - chitarra, percussioni
- Henning Paulsen - batteria

Ex componenti
- Chad Walls - batteria
- Jon Engman - batteria

## Discografia

### Album in studio
- 2000 - Instruments of Torture
- 2001 - Festival of Death
- 2004 - Methods of Execution
- 2024 - Harbinger of Woe

### EP e split
- 2002 - Created to Kill split con Aborted, Misery Index e Drowning
- 2003 - Prelude to Execution
- 2004 - Stop the Madness/Prelude to Execution con Tears of Decay

### Demo
- 1999 - Demo